# Tour de France 2023
Il Tour de France 2023, centodecima edizione della Grande Boucle e valido come prova dell'UCI World Tour 2023, si svolse dal 1º al 23 luglio 2023 per un totale di 3 408,9 km, suddiviso in ventuno tappe, con partenza da Bilbao nei Paesi Baschi in Spagna e arrivo, come da tradizione, sugli Champs Élysées a Parigi. La vittoria fu appannaggio del danese Jonas Vingegaard, al suo secondo successo consecutivo alla Grande Boucle, il quale completò il percorso in 82h05'42" alla media di 41,526 km/h, davanti allo sloveno Tadej Pogačar e al britannico Adam Yates.

## Descrizione del percorso
Dopo la partenza nei Paesi Baschi, il percorso prevede di affrontare i Pirenei ad inizio corsa, per poi transitare sul Massiccio Centrale affrontando il Puy-de-Dôme a distanza di 35 anni dall'ultimo passaggio. Dopo un breve passaggio sul Massiccio del Giura con l'arrivo sul Grand Colombier, le Alpi sono il massiccio più visitato con ben 4 tappe, inclusa l'unica cronometro della corsa. Dopo 2 tappe di trasferimento, la penultima tappa visiterà i Vosgi prima del gran finale a Parigi.

## Favoriti prima della corsa
I favoriti principali erano il danese Jonas Vingegaard, campione uscente, e lo sloveno Tadej Pogačar, trionfatore nel 2020 e nel 2021 e secondo classificato dell'edizione 2022. I loro principali sfidanti erano Jai Hindley, Simon Yates, David Gaudu, Enric Mas, Mattias Skjelmose, Egan Bernal, Carlos Rodríguez, Richard Carapaz e Ben O'Connor.

## Tappe
| Tappa  | Data      | Percorso                                                 | km      | Vincitore di tappa | Leader cl. generale |
| ------ | --------- | -------------------------------------------------------- | ------- | ------------------ | ------------------- |
| 1ª     | 1º luglio | Bilbao (ESP) > Bilbao (ESP)                              | 182     | Adam Yates         | Adam Yates          |
| 2ª     | 2 luglio  | Vitoria-Gasteiz (ESP) > San Sebastián (ESP)              | 209     | Victor Lafay       | Adam Yates          |
| 3ª     | 3 luglio  | Amorebieta-Etxano (ESP) > Bayonne                        | 193,5   | Jasper Philipsen   | Adam Yates          |
| 4ª     | 4 luglio  | Dax > Nogaro                                             | 182     | Jasper Philipsen   | Adam Yates          |
| 5ª     | 5 luglio  | Pau > Laruns                                             | 163     | Jai Hindley        | Jai Hindley         |
| 6ª     | 6 luglio  | Tarbes > Cauterets-Cambasque                             | 145     | Tadej Pogačar      | Jonas Vingegaard    |
| 7ª     | 7 luglio  | Mont-de-Marsan > Bordeaux                                | 170     | Jasper Philipsen   | Jonas Vingegaard    |
| 8ª     | 8 luglio  | Libourne > Limoges                                       | 201     | Mads Pedersen      | Jonas Vingegaard    |
| 9ª     | 9 luglio  | Saint-Léonard-de-Noblat > Puy de Dôme                    | 182,5   | Michael Woods      | Jonas Vingegaard    |
|        | 10 luglio | giorno di riposo                                         |         |                    |                     |
| 10ª    | 11 luglio | Vulcania > Issoire                                       | 167,5   | Pello Bilbao       | Jonas Vingegaard    |
| 11ª    | 12 luglio | Clermont-Ferrand > Moulins                               | 180     | Jasper Philipsen   | Jonas Vingegaard    |
| 12ª    | 13 luglio | Roanne > Belleville-en-Beaujolais                        | 169     | Ion Izagirre       | Jonas Vingegaard    |
| 13ª    | 14 luglio | Châtillon-sur-Chalaronne > Grand Colombier               | 138     | Michał Kwiatkowski | Jonas Vingegaard    |
| 14ª    | 15 luglio | Annemasse > Morzine (Portes du Soleil)                   | 152     | Carlos Rodríguez   | Jonas Vingegaard    |
| 15ª    | 16 luglio | Les Gets (Portes du Soleil) > Saint-Gervais-Monte Bianco | 179     | Wout Poels         | Jonas Vingegaard    |
|        | 17 luglio | giorno di riposo                                         |         |                    |                     |
| 16ª    | 18 luglio | Passy > Combloux (cron. individuale)                     | 22,4    | Jonas Vingegaard   | Jonas Vingegaard    |
| 17ª    | 19 luglio | Saint-Gervais-Monte Bianco > Courchevel                  | 166     | Felix Gall         | Jonas Vingegaard    |
| 18ª    | 20 luglio | Moûtiers > Bourg-en-Bresse                               | 185     | Kasper Asgreen     | Jonas Vingegaard    |
| 19ª    | 21 luglio | Moirans-en-Montagne > Poligny                            | 173     | Matej Mohorič      | Jonas Vingegaard    |
| 20ª    | 22 luglio | Belfort > Le Markstein (Fellering)                       | 133,5   | Tadej Pogačar      | Jonas Vingegaard    |
| 21ª    | 23 luglio | Saint-Quentin-en-Yvelines > Parigi (Champs-Élysées)      | 115,5   | Jordi Meeus        | Jonas Vingegaard    |
| Totale | Totale    | Totale                                                   | 3 408,9 |                    |                     |

## Squadre e corridori partecipanti
| N.      | Cod. | Squadra               |
| ------- | ---- | --------------------- |
| 1-8     | TJV  | Jumbo-Visma           |
| 11-19   | UAD  | UAE Team Emirates     |
| 21-28   | IGD  | Ineos Grenadiers      |
| 31-38   | GFC  | Groupama-FDJ          |
| 41-48   | EFE  | EF Education-EasyPost |
| 51-58   | SOQ  | Soudal Quick-Step     |
| 62-69   | TBV  | Bahrain Victorious    |
| 71-78   | BOH  | Bora-Hansgrohe        |
| 81-88   | LTK  | Lidl-Trek             |
| 91-98   | ACT  | AG2R Citroën Team     |
| 101-108 | ADC  | Alpecin-Deceuninck    |

| N.      | Cod. | Squadra                  |
| ------- | ---- | ------------------------ |
| 111-118 | ICW  | Intermarché-Circus-Wanty |
| 121-128 | COF  | Cofidis                  |
| 131-138 | MOV  | Movistar Team            |
| 141-148 | DSM  | Team DSM-Firmenich       |
| 151-158 | IPT  | Israel-Premier Tech      |
| 161-168 | JAY  | Team Jayco AlUla         |
| 171-178 | ARK  | Team Arkéa-Samsic        |
| 181-188 | LTD  | Lotto Dstny              |
| 191-198 | AST  | Astana Qazaqstan Team    |
| 201-208 | UXT  | Uno-X Pro Cycling Team   |
| 211-218 | TEN  | TotalEnergies            |

## Dettagli delle tappe

### 1ª tappa
- 1º luglio: Bilbao (ESP) > Bilbao (ESP) – 182 km

Risultati
| Pos. | Corridore     | Squadra | Tempo    |
| ---- | ------------- | ------- | -------- |
| 1    | Adam Yates    | UAE     | 4h22'49" |
| 2    | Simon Yates   | Jayco   | a 4"     |
| 3    | Tadej Pogačar | UAE     | a 12"    |

| Pos. | Corridore     | Squadra | Tempo    |
| ---- | ------------- | ------- | -------- |
| 1    | Adam Yates    | UAE     | 4h22'39" |
| 2    | Simon Yates   | Jayco   | a 8"     |
| 3    | Tadej Pogačar | UAE     | a 18"    |

Descrizione e riassunto
La prima tappa del Tour de France 2023, con partenza e arrivo a Bilbao, è già molto movimentata con qualche salita importante lungo il percorso. A causa del nervosismo dovuto alla prima tappa, la fuga viene ripresa molto presto, a 50 km dal traguardo. Sulla salita più importante, il Cote de Vivero, un seconda categoria, l'americano della EF Neilson Powless si va a prendere 5 punti poiché è stato il primo a scollinare, andando così ad appropriarsi della maglia a pois. È proprio durante la discesa del Cote de Vivero che c'è la prima caduta che coinvolge due favoriti per il podio finale: l'ecuadoriano Richard Carapaz e lo spagnolo Enric Mas. Mas si ritirerà di lì a poco, probabilmente a causa di una frattura alla clavicola, mentre Carapaz arriverà al traguardo ma si ritirerà nella serata, si pensa a causa di una frattura alle rotule. Sull'ultima salita, il Cote de Pike, Tadej Pogačar e Jonas Vingegaard tentano di fare selezione nel gruppo tramite degli allunghi, mentre mantiene la loro ruota ogni volta il francese Victor Lafay. Sulla discesa, è proprio Pogačar a dire al compagno Adam Yates di tentare un allungo. L'inglese arriva ai piedi della discesa con un buon margine sul gruppo dei migliori e in sua compagnia c'è il gemello Simon. All'arrivo in salita di Bilbao non c'è bisogno di allunghi o scatti, perché Simon Yates si stacca da solo non essendo in grado di tenere il ritmo del gemello. Vince così Adam Yates che ottiene la prima maglia gialla del Tour de France 2023. Inoltre per la prima volta nella storia due gemelli arrivano al primo e secondo posto.

### 2ª tappa
- 2 luglio: Vitoria-Gasteiz (ESP) > San Sebastián (ESP) – 209 km

Risultati
| Pos. | Corridore     | Squadra | Tempo    |
| ---- | ------------- | ------- | -------- |
| 1    | Victor Lafay  | Cofidis | 4h46'39" |
| 2    | Wout Van Aert | Jumbo   | s.t.     |
| 3    | Tadej Pogačar | UAE     | s.t.     |

| Pos. | Corridore     | Squadra | Tempo    |
| ---- | ------------- | ------- | -------- |
| 1    | Adam Yates    | UAE     | 9h09'18" |
| 2    | Tadej Pogačar | UAE     | a 6"     |
| 3    | Simon Yates   | Jayco   | s.t.     |

### 3ª tappa
- 3 luglio: Amorebieta-Etxano (ESP) > Bayonne – 193,5 km

Risultati
| Pos. | Corridore        | Squadra | Tempo    |
| ---- | ---------------- | ------- | -------- |
| 1    | Jasper Philipsen | Alpecin | 4h43'15" |
| 2    | Phil Bauhaus     | Bahrain | s.t.     |
| 3    | Caleb Ewan       | Lotto   | s.t.     |

| Pos. | Corridore     | Squadra | Tempo     |
| ---- | ------------- | ------- | --------- |
| 1    | Adam Yates    | UAE     | 13h52'33" |
| 2    | Tadej Pogačar | UAE     | a 6"      |
| 3    | Simon Yates   | Jayco   | s.t.      |

### 4ª tappa
- 4 luglio: Dax > Nogaro – 182 km

Risultati
| Pos. | Corridore        | Squadra | Tempo    |
| ---- | ---------------- | ------- | -------- |
| 1    | Jasper Philipsen | Alpecin | 4h25'28" |
| 2    | Caleb Ewan       | Lotto   | s.t.     |
| 3    | Phil Bauhaus     | Bahrain | s.t.     |

| Pos. | Corridore     | Squadra | Tempo     |
| ---- | ------------- | ------- | --------- |
| 1    | Adam Yates    | UAE     | 18h18'01" |
| 2    | Tadej Pogačar | UAE     | a 6"      |
| 3    | Simon Yates   | Jayco   | s.t.      |

### 5ª tappa
- 5 luglio: Pau > Laruns – 163 km

Risultati
| Pos. | Corridore      | Squadra | Tempo    |
| ---- | -------------- | ------- | -------- |
| 1    | Jai Hindley    | Bora    | 3h57'07" |
| 2    | Giulio Ciccone | Lidl    | a 32"    |
| 3    | Felix Gall     | AG2R    | s.t.     |

| Pos. | Corridore        | Squadra | Tempo     |
| ---- | ---------------- | ------- | --------- |
| 1    | Jai Hindley      | Bora    | 22h15'12" |
| 2    | Jonas Vingegaard | Jumbo   | a 47"     |
| 3    | Giulio Ciccone   | Lidl    | a 1'03"   |

### 6ª tappa
- 6 luglio: Tarbes > Cauterets-Cambasque – 145 km

Risultati
| Pos. | Corridore         | Squadra | Tempo    |
| ---- | ----------------- | ------- | -------- |
| 1    | Tadej Pogačar     | UAE     | 3h54'27" |
| 2    | Jonas Vingegaard  | Jumbo   | a 24"    |
| 3    | T. H. Johannessen | Uno-X   | a 1'22"  |

| Pos. | Corridore        | Squadra | Tempo     |
| ---- | ---------------- | ------- | --------- |
| 1    | Jonas Vingegaard | Jumbo   | 26h10'44" |
| 2    | Tadej Pogačar    | UAE     | a 25"     |
| 3    | Jai Hindley      | Bora    | a 1'34"   |

### 7ª tappa
- 7 luglio: Mont-de-Marsan > Bordeaux – 170 km

Risultati
| Pos. | Corridore        | Squadra     | Tempo    |
| ---- | ---------------- | ----------- | -------- |
| 1    | Jasper Philipsen | Alpecin     | 3h46'28" |
| 2    | Mark Cavendish   | Astana      | s.t.     |
| 3    | Biniam Girmay    | Intermarché | s.t.     |

| Pos. | Corridore        | Squadra | Tempo     |
| ---- | ---------------- | ------- | --------- |
| 1    | Jonas Vingegaard | Jumbo   | 29h57'12" |
| 2    | Tadej Pogačar    | UAE     | a 25"     |
| 3    | Jai Hindley      | Bora    | a 1'34"   |

### 8ª tappa
- 8 luglio: Libourne > Limoges – 201 km

Risultati
| Pos. | Corridore        | Squadra | Tempo    |
| ---- | ---------------- | ------- | -------- |
| 1    | Mads Pedersen    | Lidl    | 4h12'26" |
| 2    | Jasper Philipsen | Alpecin | s.t.     |
| 3    | Wout Van Aert    | Jumbo   | s.t.     |

| Pos. | Corridore        | Squadra | Tempo     |
| ---- | ---------------- | ------- | --------- |
| 1    | Jonas Vingegaard | Jumbo   | 34h09'28" |
| 2    | Tadej Pogačar    | UAE     | a 25"     |
| 3    | Jai Hindley      | Bora    | a 1'34"   |

### 9ª tappa
- 9 luglio: Saint-Léonard-de-Noblat > Puy de Dôme – 182,5 km

Risultati
| Pos. | Corridore     | Squadra       | Tempo    |
| ---- | ------------- | ------------- | -------- |
| 1    | Michael Woods | Israel        | 4h19'41" |
| 2    | Pierre Latour | TotalEnergies | a 28"    |
| 3    | Matej Mohorič | Bahrain       | a 35"    |

| Pos. | Corridore        | Squadra | Tempo     |
| ---- | ---------------- | ------- | --------- |
| 1    | Jonas Vingegaard | Jumbo   | 38h37'46" |
| 2    | Tadej Pogačar    | UAE     | a 17"     |
| 3    | Jai Hindley      | Bora    | a 2'40"   |

### 10ª tappa
- 11 luglio: Vulcania > Issoire – 167,5 km

Risultati
| Pos. | Corridore        | Squadra     | Tempo    |
| ---- | ---------------- | ----------- | -------- |
| 1    | Pello Bilbao     | Bahrain     | 3h52'34" |
| 2    | Georg Zimmermann | Intermarché | s.t.     |
| 3    | Ben O'Connor     | AG2R        | s.t.     |

| Pos. | Corridore        | Squadra | Tempo     |
| ---- | ---------------- | ------- | --------- |
| 1    | Jonas Vingegaard | Jumbo   | 42h33'13" |
| 2    | Tadej Pogačar    | UAE     | a 17"     |
| 3    | Jai Hindley      | Bora    | a 2'40"   |

### 11ª tappa
- 12 luglio: Clermont-Ferrand > Moulins – 180 km

Risultati
| Pos. | Corridore         | Squadra | Tempo    |
| ---- | ----------------- | ------- | -------- |
| 1    | Jasper Philipsen  | Alpecin | 4h01'07" |
| 2    | Dylan Groenewegen | Jayco   | s.t.     |
| 3    | Phil Bauhaus      | Bahrain | s.t.     |

| Pos. | Corridore        | Squadra | Tempo     |
| ---- | ---------------- | ------- | --------- |
| 1    | Jonas Vingegaard | Jumbo   | 46h34'27" |
| 2    | Tadej Pogačar    | UAE     | a 17"     |
| 3    | Jai Hindley      | Bora    | a 2'40"   |

### 12ª tappa
- 13 luglio: Roanne > Belleville-en-Beaujolais – 169 km

Risultati
| Pos. | Corridore          | Squadra       | Tempo    |
| ---- | ------------------ | ------------- | -------- |
| 1    | Ion Izagirre       | Cofidis       | 3h51'42" |
| 2    | Mathieu Burgaudeau | TotalEnergies | a 58"    |
| 3    | Matteo Jorgenson   | Movistar      | s.t.     |

| Pos. | Corridore        | Squadra | Tempo     |
| ---- | ---------------- | ------- | --------- |
| 1    | Jonas Vingegaard | Jumbo   | 50h30'23" |
| 2    | Tadej Pogačar    | UAE     | a 17"     |
| 3    | Jai Hindley      | Bora    | a 2'40"   |

### 13ª tappa
- 14 luglio: Châtillon-sur-Chalaronne > Grand Colombier – 138 km

Risultati
| Pos. | Corridore          | Squadra | Tempo    |
| ---- | ------------------ | ------- | -------- |
| 1    | Michał Kwiatkowski | Ineos   | 3h17'33" |
| 2    | Maxim Van Gils     | Lotto   | a 47"    |
| 3    | Tadej Pogačar      | UAE     | a 50"    |

| Pos. | Corridore        | Squadra | Tempo     |
| ---- | ---------------- | ------- | --------- |
| 1    | Jonas Vingegaard | Jumbo   | 53h48'50" |
| 2    | Tadej Pogačar    | UAE     | a 9"      |
| 3    | Jai Hindley      | Bora    | a 2'51"   |

### 14ª tappa
- 15 luglio: Annemasse > Morzine (Portes du Soleil) – 152 km

Risultati
| Pos. | Corridore        | Squadra | Tempo    |
| ---- | ---------------- | ------- | -------- |
| 1    | Carlos Rodríguez | Ineos   | 3h58'45" |
| 2    | Tadej Pogačar    | UAE     | a 5"     |
| 3    | Jonas Vingegaard | Jumbo   | s.t.     |

| Pos. | Corridore        | Squadra | Tempo     |
| ---- | ---------------- | ------- | --------- |
| 1    | Jonas Vingegaard | Jumbo   | 57h47'28" |
| 2    | Tadej Pogačar    | UAE     | a 10"     |
| 3    | Carlos Rodríguez | Ineos   | a 4'43"   |

### 15ª tappa
- 16 luglio: Les Gets (Portes du Soleil) > Saint-Gervais-Monte Bianco – 179 km

Risultati
| Pos. | Corridore          | Squadra       | Tempo    |
| ---- | ------------------ | ------------- | -------- |
| 1    | Wout Poels         | Bahrain       | 4h40'45" |
| 2    | Wout Van Aert      | Jumbo         | a 2'08"  |
| 3    | Mathieu Burgaudeau | TotalEnergies | a 3'00"  |

| Pos. | Corridore        | Squadra | Tempo     |
| ---- | ---------------- | ------- | --------- |
| 1    | Jonas Vingegaard | Jumbo   | 62h34'17" |
| 2    | Tadej Pogačar    | UAE     | a 10"     |
| 3    | Carlos Rodríguez | Ineos   | a 5'21"   |

### 16ª tappa
- 18 luglio: Passy > Combloux - Cronometro individuale – 22,4 km

Risultati
| Pos. | Corridore        | Squadra | Tempo   |
| ---- | ---------------- | ------- | ------- |
| 1    | Jonas Vingegaard | Jumbo   | 32'36"  |
| 2    | Tadej Pogačar    | UAE     | a 1'38" |
| 3    | Wout Van Aert    | Jumbo   | a 2'51" |

| Pos. | Corridore        | Squadra | Tempo     |
| ---- | ---------------- | ------- | --------- |
| 1    | Jonas Vingegaard | Jumbo   | 63h06'53" |
| 2    | Tadej Pogačar    | UAE     | a 1'48"   |
| 3    | Adam Yates       | UAE     | a 8'52"   |

### 17ª tappa
- 19 luglio: Saint-Gervais-Monte Bianco > Courchevel – 166 km

Risultati
| Pos. | Corridore    | Squadra | Tempo    |
| ---- | ------------ | ------- | -------- |
| 1    | Felix Gall   | AG2R    | 4h49'08" |
| 2    | Simon Yates  | Jayco   | a 34"    |
| 3    | Pello Bilbao | Bahrain | a 1'38"  |

| Pos. | Corridore        | Squadra | Tempo     |
| ---- | ---------------- | ------- | --------- |
| 1    | Jonas Vingegaard | Jumbo   | 67h57'51" |
| 2    | Tadej Pogačar    | UAE     | a 7'35"   |
| 3    | Adam Yates       | UAE     | a 10'45"  |

### 18ª tappa
- 20 luglio: Moûtiers > Bourg-en-Bresse – 185 km

Risultati
| Pos. | Corridore        | Squadra | Tempo    |
| ---- | ---------------- | ------- | -------- |
| 1    | Kasper Asgreen   | Soudal  | 4h06'48" |
| 2    | Pascal Eenkhoorn | Lotto   | s.t.     |
| 3    | Jonas Abrahamsen | Uno-X   | s.t.     |

| Pos. | Corridore        | Squadra | Tempo     |
| ---- | ---------------- | ------- | --------- |
| 1    | Jonas Vingegaard | Jumbo   | 72h04'39" |
| 2    | Tadej Pogačar    | UAE     | a 7'35"   |
| 3    | Adam Yates       | UAE     | a 10'45"  |

### 19ª tappa
- 21 luglio: Moirans-en-Montagne > Poligny – 173 km

Risultati
| Pos. | Corridore      | Squadra | Tempo    |
| ---- | -------------- | ------- | -------- |
| 1    | Matej Mohorič  | Bahrain | 3h31'02" |
| 2    | Kasper Asgreen | Soudal  | s.t.     |
| 3    | Ben O'Connor   | AG2R    | a 4"     |

| Pos. | Corridore        | Squadra | Tempo     |
| ---- | ---------------- | ------- | --------- |
| 1    | Jonas Vingegaard | Jumbo   | 75h49'24" |
| 2    | Tadej Pogačar    | UAE     | a 7'35"   |
| 3    | Adam Yates       | UAE     | a 10'45"  |

### 20ª tappa
- 22 luglio: Belfort > Le Markstein (Fellering) – 133,5 km

Risultati
| Pos. | Corridore        | Squadra | Tempo    |
| ---- | ---------------- | ------- | -------- |
| 1    | Tadej Pogačar    | UAE     | 3h27'18" |
| 2    | Felix Gall       | AG2R    | s.t.     |
| 3    | Jonas Vingegaard | Jumbo   | s.t.     |

| Pos. | Corridore        | Squadra | Tempo     |
| ---- | ---------------- | ------- | --------- |
| 1    | Jonas Vingegaard | Jumbo   | 79h16'38" |
| 2    | Tadej Pogačar    | UAE     | a 7'29"   |
| 3    | Adam Yates       | UAE     | a 10'56"  |

### 21ª tappa
- 23 luglio: Saint-Quentin-en-Yvelines > Parigi (Champs-Élysées) – 115,5 km

Risultati
| Pos. | Corridore         | Squadra | Tempo    |
| ---- | ----------------- | ------- | -------- |
| 1    | Jordi Meeus       | Bora    | 2h56'13" |
| 2    | Jasper Philipsen  | Alpecin | s.t.     |
| 3    | Dylan Groenewegen | Jayco   | s.t.     |

| Pos. | Corridore        | Squadra | Tempo     |
| ---- | ---------------- | ------- | --------- |
| 1    | Jonas Vingegaard | Jumbo   | 82h05'42" |
| 2    | Tadej Pogačar    | UAE     | a 7'29"   |
| 3    | Adam Yates       | UAE     | a 10'56"  |

## Evoluzione delle classifiche
| Tappa              | Vincitore          | Classifica generale Maglia gialla | Classifica a punti Maglia verde | Classifica scalatori Maglia a pois | Classifica giovani Maglia bianca | Classifica a squadre Numero giallo | Premio combattività Numero beige |
| ------------------ | ------------------ | --------------------------------- | ------------------------------- | ---------------------------------- | -------------------------------- | ---------------------------------- | -------------------------------- |
| 1ª                 | Adam Yates         | Adam Yates                        | Adam Yates                      | Neilson Powless                    | Tadej Pogačar                    | Jumbo-Visma                        | Adam Yates                       |
| 2ª                 | Victor Lafay       | Adam Yates                        | Victor Lafay                    | Neilson Powless                    | Tadej Pogačar                    | Jumbo-Visma                        | Neilson Powless                  |
| 3ª                 | Jasper Philipsen   | Adam Yates                        | Victor Lafay                    | Neilson Powless                    | Tadej Pogačar                    | Jumbo-Visma                        | Laurent Pichon                   |
| 4ª                 | Jasper Philipsen   | Adam Yates                        | Jasper Philipsen                | Neilson Powless                    | Tadej Pogačar                    | Jumbo-Visma                        | Benoît Cosnefroy                 |
| 5ª                 | Jai Hindley        | Jai Hindley                       | Jasper Philipsen                | Felix Gall                         | Tadej Pogačar                    | Jumbo-Visma                        | Wout Van Aert                    |
| 6ª                 | Tadej Pogačar      | Jonas Vingegaard                  | Jasper Philipsen                | Neilson Powless                    | Tadej Pogačar                    | Jumbo-Visma                        | Wout Van Aert                    |
| 7ª                 | Jasper Philipsen   | Jonas Vingegaard                  | Jasper Philipsen                | Neilson Powless                    | Tadej Pogačar                    | Jumbo-Visma                        | Simon Guglielmi                  |
| 8ª                 | Mads Pedersen      | Jonas Vingegaard                  | Jasper Philipsen                | Neilson Powless                    | Tadej Pogačar                    | Jumbo-Visma                        | Anthony Turgis                   |
| 9ª                 | Michael Woods      | Jonas Vingegaard                  | Jasper Philipsen                | Neilson Powless                    | Tadej Pogačar                    | Bahrain Victorious                 | Matteo Jorgenson                 |
| 10ª                | Pello Bilbao       | Jonas Vingegaard                  | Jasper Philipsen                | Neilson Powless                    | Tadej Pogačar                    | Bahrain Victorious                 | Krists Neilands                  |
| 11ª                | Jasper Philipsen   | Jonas Vingegaard                  | Jasper Philipsen                | Neilson Powless                    | Tadej Pogačar                    | Bahrain Victorious                 | Daniel Oss                       |
| 12ª                | Ion Izagirre       | Jonas Vingegaard                  | Jasper Philipsen                | Neilson Powless                    | Tadej Pogačar                    | Bahrain Victorious                 | Mathieu van der Poel             |
| 13ª                | Michał Kwiatkowski | Jonas Vingegaard                  | Jasper Philipsen                | Neilson Powless                    | Tadej Pogačar                    | Ineos Grenadiers                   | Michał Kwiatkowski               |
| 14ª                | Carlos Rodríguez   | Jonas Vingegaard                  | Jasper Philipsen                | Jonas Vingegaard                   | Tadej Pogačar                    | Ineos Grenadiers                   | Giulio Ciccone                   |
| 15ª                | Wout Poels         | Jonas Vingegaard                  | Jasper Philipsen                | Giulio Ciccone                     | Tadej Pogačar                    | Jumbo-Visma                        | Adrien Petit                     |
| 16ª                | Jonas Vingegaard   | Jonas Vingegaard                  | Jasper Philipsen                | Giulio Ciccone                     | Tadej Pogačar                    | Jumbo-Visma                        | non assegnato                    |
| 17ª                | Felix Gall         | Jonas Vingegaard                  | Jasper Philipsen                | Giulio Ciccone                     | Tadej Pogačar                    | Jumbo-Visma                        | Felix Gall                       |
| 18ª                | Kasper Asgreen     | Jonas Vingegaard                  | Jasper Philipsen                | Giulio Ciccone                     | Tadej Pogačar                    | Jumbo-Visma                        | Victor Campenaerts               |
| 19ª                | Matej Mohorič      | Jonas Vingegaard                  | Jasper Philipsen                | Giulio Ciccone                     | Tadej Pogačar                    | Jumbo-Visma                        | Victor Campenaerts               |
| 20ª                | Tadej Pogačar      | Jonas Vingegaard                  | Jasper Philipsen                | Giulio Ciccone                     | Tadej Pogačar                    | Jumbo-Visma                        | Thibaut Pinot                    |
| 21ª                | Jordi Meeus        | Jonas Vingegaard                  | Jasper Philipsen                | Giulio Ciccone                     | Tadej Pogačar                    | Jumbo-Visma                        | non assegnato                    |
| Classifiche finali | Classifiche finali | Jonas Vingegaard                  | Jasper Philipsen                | Giulio Ciccone                     | Tadej Pogačar                    | Jumbo-Visma                        | Victor Campenaerts               |

Maglie indossate da altri ciclisti in caso di due o più maglie vinte
- Nella 2ª tappa Simon Yates ha indossato la maglia verde al posto di Adam Yates.
- Nella 15ª tappa Neilson Powless ha indossato la maglia a pois al posto di Jonas Vingegaard.

## Classifiche finali

### Classifica generale - Maglia gialla
| Pos. | Corridore        | Squadra  | Tempo     |
| ---- | ---------------- | -------- | --------- |
| 1    | Jonas Vingegaard | Jumbo    | 82h05'42" |
| 2    | Tadej Pogačar    | UAE      | a 7'29"   |
| 3    | Adam Yates       | UAE      | a 10'56"  |
| 4    | Simon Yates      | Jayco    | a 12'23"  |
| 5    | Carlos Rodríguez | Ineos    | a 13'17"  |
| 6    | Pello Bilbao     | Bahrain  | a 13'27"  |
| 7    | Jai Hindley      | Bora     | a 14'44"  |
| 8    | Felix Gall       | AG2R     | a 16'09"  |
| 9    | David Gaudu      | Groupama | a 23'08"  |
| 10   | Guillaume Martin | Cofidis  | a 26'30"  |

### Classifica a punti - Maglia verde
| Pos. | Corridore        | Squadra | Punti |
| ---- | ---------------- | ------- | ----- |
| 1    | Jasper Philipsen | Alpecin | 377   |
| 2    | Mads Pedersen    | Lidl    | 258   |
| 3    | Bryan Coquard    | Cofidis | 203   |
| 4    | Tadej Pogačar    | UAE     | 186   |
| 5    | Jonas Vingegaard | Jumbo   | 128   |

### Classifica scalatori - Maglia a pois
| Pos. | Corridore        | Squadra | Punti |
| ---- | ---------------- | ------- | ----- |
| 1    | Giulio Ciccone   | Lidl    | 106   |
| 2    | Felix Gall       | AG2R    | 92    |
| 3    | Jonas Vingegaard | Jumbo   | 89    |
| 4    | Neilson Powless  | EF      | 58    |
| 5    | Tadej Pogačar    | UAE     | 55    |

### Classifica giovani - Maglia bianca
| Pos. | Corridore         | Squadra | Tempo      |
| ---- | ----------------- | ------- | ---------- |
| 1    | Tadej Pogačar     | UAE     | 82h13'11"  |
| 2    | Carlos Rodríguez  | Ineos   | a 5'48"    |
| 3    | Felix Gall        | AG2R    | a 8'40"    |
| 4    | Thomas Pidcock    | Ineos   | a 40'23"   |
| 5    | Mattias Skjelmose | Lidl    | a 2h07'58" |

### Classifica a squadre
| Pos. | Squadra            | Tempo      |
| ---- | ------------------ | ---------- |
| 1    | Jumbo-Visma        | 247h19'41" |
| 2    | UAE Team Emirates  | a 13'49"   |
| 3    | Ineos Grenadiers   | a 27'38"   |
| 4    | Bahrain Victorious | a 28'37"   |
| 5    | Groupama-FDJ       | a 57'20"   |